# 姫っ娘シスターズ
姫っ娘シスターズは、日本の兵庫県姫路市を活動拠点とする女性アイドルグループである。コンセプトは忍者。所属事務所はちびっこ忍者企画株式会社。「ご当地アイドル殿堂入り」。デビュー当時のグループ名はHMJ姫っ娘5だった。

## 概要
2011年（平成23年）1月30日、兵庫県姫路市のちびっこ忍者企画株式会社による企画で「HMJ姫っ娘5」として結成。
2013年（平成25年）より、Key of Lifeの坂本裕介による楽曲提供およびプロデュースを受け本格的に音楽活動開始。2016年（平成28年）現在、2枚のシングルCDを全国発売している他、タワーレコードのコンピアルバム「Japan Idol File」にも楽曲が収録されている。
同年8月NHKのあまちゃんサポーターである「リアルGMT48」兵庫県代表に選出された。同年8月には初のワンマンライブを姫路Betaにおいて開催。
2016年（平成28年）7月より、姫っ娘シスターズと改名した。
2018年（平成30年）7月18日、結成10年を迎えて日本ご当地アイドル活性協会より『ご当地アイドル殿堂入り』に認定された。

## メンバー
| 名前 | 読み | 誕生日   | 備考                  |
| ---- | ---- | -------- | --------------------- |
| Lai  | ライ | 8月29日  | 2014年1月加入         |
| Sara | サラ | 10月28日 | 姫っ娘5時代のリーダー |

## ディスコグラフィ
以下「姫っ娘5」名義でのリリース作品となる。

### シングル
| 1 | 2013年6月26日 | 手裏剣シュシュ/くのいちGIRL | CD | UPM-0012 |
| 2 | 2014年2月26日 | かんべいくん/H・M・J!       | CD | UPM-0017 |

### CD未収録曲
|   | タイトル               | 備考                             |
| - | ---------------------- | -------------------------------- |
| 1 | アイドルサイドを走れ！ | 世界遺産姫路城マラソン応援ソング |
| 2 | 忍者KIDS               |                                  |
| 3 | 全力エナジー           |                                  |
| 4 | 冬のエチュード         | KI☆LAのカバー                    |
| 5 | 今、ありがとう         | KI☆LAのカバー                    |
| 6 | あなごの歌             |                                  |

## 出演

### ラジオ
- 姫っ娘5のアイドルサイドを歩け!（ラジオ関西、2013年3月7日‐2014年6月29日）　 ※ レギュラー出演
- 姫っ娘5の姫路ニンニンラジオ（ラジオ関西、2014年7月6日‐2015年3月29日) 　※ レギュラー出演

### テレビ
- ご当地アイドルお取り寄せ図鑑（2013年8月21日、BSスカパー、）兵庫県代表として出場
- 全国あまちゃんマップ あなたの街おこしキャンペーン▽姫路市・トリックアート商店街 （2013年10月14日、NHK総合）[4]
- ひるブラ"B級グルメ"に歴史あり！〜兵庫・姫路市〜（2014年9月23日、NHK総合）
- ウラマヨ!ウラ街ックマップ〜姫路編〜（2015年3月28日、関西テレビ）
- モヤモヤさまぁ～ず2（2015年4月5日、テレビ東京）[4]

### 書籍
- ローカルアイドル パーフェクトガイド　（2013年、イカロス出版）
- 姫路城Walker（2015年、角川マガジンズ）
- 熱狂！アイドル図鑑　（2016年、ぴあムック）